# جایزه جهانی گیمرها

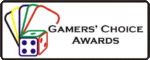
لوگو جام جهانی گیمر ها

جایزه جهانی گیمرها (انگلیسی: International Gamers Award) یک جایزه برای بازی تخته‌ای سبک آلمانی و بازی‌های شبیه‌سازی تاریخی است. در وب سایت آن‌ها، IGAs برای تشخیص بازی‌های برجسته و طراحان، و همچنین شرکت‌هایی که آن‌ها را منتشر می‌کنند، ایجاد شدند. این جوایز واقعاً بین‌المللی هستند و اعضای کمیته نماینده کشورها در سراسر جهان هستند. به این ترتیب، اعتقاد ما بر این است که این جوایز به راستی بهترین «بهترین» را انتخاب می‌کنند و نه تنها به عنوان hobbyists، بلکه عموم مردم نیز به آن احترام می‌گذارند. ما امیدواریم که این امر منجر به افشاگری بزرگ‌تر برای این بازی‌های فوق‌العاده شود و به مردم بیشتر و بیشتر کمک کند و به گسترش کلمه «دنیای شگفت‌انگیز بازی» در مقیاس جهانی کمک کند.